# Embalse del Guadalmena
El embalse del Guadalmena es un embalse construido en el río Guadalmena, en los términos municipales de Chiclana de Segura, Segura de la Sierra y de Orcera, en la provincia de Jaén, al sur de España. Se ubica entre las comarcas de la Sierra de Segura y del Condado. La capacidad del embalse es de 346,5 hm³.
Aparte del propio río Guadalmena, algunos de los principales afluentes del embalse son el arroyo de las Anchuras, el de los Caballeros, el del Plomo, el del Acebuchal y el río Herreros.

## Usos
- Pesca
- Abastecimiento
- Electricidad (21,6 MW)
- Caudal ecológico
- Baño
- Deportes náuticos (esquí acuático, vela, piragüismo, etc.)
- Riego (13.608.916 m³ para una superficie de 2.800 Ha)[1]

## Entorno natural
El entorno del embalse está catalogado como Lugar de Interés Comunitario, y se encuentra acogido a los planes de especial protección del medio físico de la Junta de Andalucía (PEPMF). Los cultivos, tales como el olivar, y diversas repoblaciones de pino conforman la mayor parte de la flora del entorno. Cuenta con hasta un 10 % de vegetación climácica, es decir, sin afectación antrópica.
Geología
La geología de la cuenca está formada por un 43 % de primario, 33 % de triásico y 24 % de cretácico, dominando la pizarra y la cuarcita. El paisaje está compuesto de colinas y superficie de aplanamiento.

## Historia
Tras su construcción en 1969 veinte habitantes tuvieron que ser reubicados, siendo seis las viviendas que quedaron bajo las aguas del pantano.